# Nguyễn Quyết
Nguyễn Quyết  (tên khai sinh: Nguyễn Tiến Văn) (20 tháng 8 năm 1922 - 23 tháng 12 năm 2024) là một chính trị gia người Việt Nam, nhà hoạt động cách mạng, tướng lĩnh Quân đội nhân dân Việt Nam, cấp bậc Đại tướng. Ông Nguyên là Ủy viên Trung ương Đảng các khóa IV, V, VI, Bí thư Trung ương Đảng khóa VI, Đại biểu Quốc hội khóa IV, khóa VII, VIII, Nguyên Phó Chủ tịch Hội đồng nhà nước, Nguyên Chủ nhiệm Tổng cục Chính trị Quân đội nhân dân Việt Nam kiêm Thứ trưởng Bộ Quốc phòng, Nguyên Tư lệnh Quân khu 3.

## Thân thế
Nguyễn Quyết tên thật là Nguyễn Tiến Văn, sinh ngày 20 tháng 8 năm 1922, quê tại thôn Dưỡng Phú, xã Chính Nghĩa, huyện Kim Động, tỉnh Hưng Yên. 

## Quá trình hoạt động trước năm 1945
Học hết tiểu học, năm 15 tuổi, Nguyễn Quyết lên Hà Nội làm việc và bắt đầu tham gia hoạt động cách mạng. Năm 1939, ông được Đảng Cộng sản Đông Dương cử về xây dựng phong trào phản đế ở Hưng Yên. Đầu năm 1940, ông được kết nạp vào Đảng. Cuối năm 1941, ông tham gia lãnh đạo phong trào phản đế ở phía Nam Hưng Yên, năm 1943 là Tỉnh ủy viên tỉnh Hưng Yên.
Năm 1944, ông tham gia tại ban cán sự xây dựng phong trào phản đế ở Hà Nội, Thành ủy viên thành phố Hà Nội. Năm 1945, ông là Bí thư Thành ủy Hà Nội, ủy viên Ủy ban quân sự cách mạng Hà Nội, tham gia lãnh đạo khởi nghĩa giành chính quyền ở Hà Nội.

## Tham gia công tác chính trị quân đội
Từ tháng 9 năm 1945 đến tháng 12 năm 1946, ông lần lượt giữ các chức vụ Ủy viên chính trị Ủy ban Quân sự Hà Nội, Chính trị viên Chi đội 2, Chính trị viên Chi đội 1, Chính trị viên Đại đoàn 31 chủ lực của Ủy ban kháng chiến miền Nam Việt Nam.
Từ tháng 1 năm 1947 đến tháng 5 năm 1948, ông lần lượt giữ các chức vụ Quân khu ủy Quân khu 5, Chính ủy Mặt trận Quảng Đà, Ủy viên quân sự trong Ủy ban Kháng chiến liên tỉnh Quảng Nam - Đà Nẵng.
Từ tháng 6 năm 1948 đến tháng 5 năm 1951, ông là Chính ủy Trung đoàn 108, rồi Trung đoàn 803.
Từ tháng 6 năm 1951 đến tháng 6 năm 1952, ông được cử về học ở Tổng cục Chính trị. Từ năm 1953 đến năm 1954, ông trở về khu 5, giữ chức Quân khu ủy viên, Trưởng phòng Chính trị Quân khu 5, Liên khu ủy viên dự khuyết Liên khu 5.
Sau khi tập kết ra Bắc, từ tháng 12 năm 1954 đến tháng 10 năm 1955, ông là Chính ủy Sư đoàn 305.
Từ tháng 11 năm 1955 đến năm 1963, ông là quyền Chính ủy, rồi Chính ủy Quân khu Tả Ngạn, Bí thư Quân khu ủy. Tháng 6/1957 ông là Phó Chính ủy Quân khu Tả Ngạn.
Từ năm 1964 đến năm 1967, ông liên tục giữ các chức vụ Phó chính ủy, Chính ủy, Phó Bí thư Quân khu ủy Quân khu 3.
Từ năm 1968, ông là Chính ủy B8, Bí thư Đảng ủy B8, Phó chính ủy Quân khu Trị Thiên, Ủy viên thường vụ Khu ủy Trị Thiên.
Tháng 4 năm 1974: ông được thăng hàm Thiếu tướng.
Từ năm 1969 đến năm 1976, ông một lần nữa giữ chức Chính ủy Quân khu Tả Ngạn, Bí thư Quân khu ủy, rồi về Học viện Quân sự giữ chức Chính ủy kiêm Bí thư Đảng ủy.
Tháng 1 năm 1980: ông được thăng hàm Trung tướng.
Từ năm 1977 đến năm 1986, ông trở lại Quân khu 3 giữ chức Tư lệnh Quân khu kiêm Chính ủy, Bí thư Quân khu ủy.
Tháng 2 năm 1987: ông giữ chức vụ Thứ trưởng Bộ quốc phòng, cấp bậc Thượng tướng. 
Từ tháng 4 năm 1986 đến tháng 11 năm 1987, ông giữ chức Phó chủ nhiệm Tổng cục Chính trị và được Bộ Chính trị chỉ định làm Uỷ viên Hội đồng Quân sự Bộ Quốc phòng .
Từ năm 1987 đến năm 1991, là Đại tướng, Chủ nhiệm Tổng cục Chính trị, Thứ trưởng Bộ Quốc phòng, Ủy viên Thường vụ Đảng ủy Quân sự Trung ương, Phó chủ tịch Hội đồng Nhà nước.
Từ năm 1977 đến năm 1991, là Ủy viên Thường vụ Đảng ủy Quân sự Trung ương.
Từ năm 1976 dến năm 1991, ông liên tục là Ủy viên Ban Chấp hành Trung ương Đảng Cộng sản Việt Nam khóa IV, V, VI; Ủy viên Ban Bí thư Trung ương Đảng khoá VI.
Ông cũng là đại biểu Quốc hội khoá IV, V, VI. Ông được bầu làm Phó Chủ tịch Hội đồng Nhà nước khoá VI (nay là Phó Chủ tịch nước).
Tháng 10 năm 2006, ông được nghỉ công tác, hưởng chế độ, chính sách đối với cán bộ cao cấp.
Năm 2007, ông được Chủ tịch nước Nguyễn Minh Triết trao tặng Huân chương Sao Vàng - phần thưởng cao quý nhất của Nhà nước Việt Nam.
Ngày 17/02/2020, Đảng bộ Cục Cán bộ, Tổng cục Chính trị tổ chức Lễ trao Huy hiệu 80 năm tuổi Đảng cho Đại tướng Nguyễn Quyết.
Tháng 10 năm 2020: ông dự Đại hội Đảng bộ tỉnh Hưng Yên, vẫn khỏe.
Ông tròn 100 tuổi vào ngày 20 tháng 8 năm 2022.
Ngày 19/01/2024, Đại tướng Lương Cường, Ủy viên Bộ Chính trị, Ủy viên Thường vụ Quân ủy Trung ương, Chủ nhiệm Tổng cục Chính trị Quân đội nhân dân Việt Nam trao Huy hiệu 85 tuổi Đảng tặng Đại tướng Nguyễn Quyết.

## Qua đời
Theo thông tin từ Ban Bảo vệ chăm sóc sức khỏe cán bộ Trung ương, Đồng chí Đại tướng Nguyễn Quyết, sinh ngày 20 tháng 8 năm 1922, nguyên Bí thư Trung ương Đảng, nguyên Phó chủ tịch Hội đồng Nhà nước, nguyên Chủ nhiệm Tổng cục Chính trị Quân đội nhân dân Việt Nam, sau một thời gian lâm bệnh, mặc dù được Đảng, Nhà nước, tập thể các giáo sư, bác sĩ tận tình cứu chữa, gia đình hết lòng chăm sóc, nhưng do tuổi cao sức yếu, đồng chí đã từ trần vào hồi 21 giờ 09 phút ngày 23 tháng 12 năm 2024 ( tức ngày 23 tháng 11 năm Giáp Thìn) tại Bệnh viện Trung ương Quân đội 108, hưởng thọ 102 tuổi. 
Ông được an táng tại Nghĩa trang Mai Dich, Hà Nội theo nguyện vọng lúc sinh thời.

## Khen thưởng
Do những cống hiến đặc biệt xuất sắc cho cách mạng và quân đội, ông đã được Đảng và Nhà nước trao tặng nhiều phần thưởng cao quý:
- Huân chương Sao vàng (năm 2007).
- Huân chương Hồ Chí Minh.
- Huân chương Quân công hạng Nhất.
- Huân chương Chiến công hạng Nhất.
- Huân chương Chiến thắng hạng Nhất.
- Huân chương Kháng chiến chống Mỹ hạng Nhất.
- Huy chương Quân kỳ quyết thắng.
- Huân chương Chiến sĩ vẻ vang hạng Nhất, Nhì, Ba.
- Huy hiệu 30, 40, 45, 50, 55, 60, 65, 70, 75, 80, 85 năm tuổi Đảng và nhiều huân, huy chương, huy hiệu, danh hiệu cao quý khác.

## Lịch sử thụ phong quân hàm
| Năm thụ phong | 4-1974      | 1-1980      | 12-1984      | 1-1990    |
| ------------- | ----------- | ----------- | ------------ | --------- |
| Cấp bậc       |             |             |              |           |
| Tên cấp hiệu  | Thiếu tướng | Trung tướng | Thương tướng | Đại tướng |

## Gia đình
Vợ ông là bà Võ Hoàng Mai, người Quảng Ngãi.

Ông là chú họ của Cố Thượng tướng Quân đội nhân dân Việt Nam Nguyễn Trọng Xuyên.